# Stausee Hassan I.
Der vom Oued Lakhdar gespeiste ca. 4 km² große und maximal ca. 273 Millionen m³ fassende Stausee Hassan I. ist nach dem Alawiden-Sultan Mulai al-Hassan I. (reg. 1873–1894) benannt. Die 145 m hohe Bogenstaumauer ist die höchste Marokkos und eine der höchsten Afrikas.

## Lage
Der Stausee befindet sich in einem halbwüstenartigen Gebiet auf der Nordseite den Hohen-Atlas-Gebirges ca. 50 km (Fahrtstrecke) nordöstlich von Demnate in der Provinz Azilal in der Region Béni Mellal-Khénifra.

## Geschichte und Funktion
Die Talsperre wurde in den 1980er Jahren gebaut und dient der Bewässerung einer Fläche von etwa 40.000 ha sowie der Wasserversorgung und der Elektrizitätsgewinnung. Das Wasserkraftwerk verfügt über eine Francis-Turbine mit 67,2 MW Leistung. Damit können pro Jahr 132 GWh Strom erzeugt werden. Es wurde im Jahr 1991 in Betrieb genommen.